# Professio fidei
Die professio fidei (lateinisch für Glaubensbekenntnis) und der Treueid (lateinisch iusiurandum fidelitatis) sind Bekenntnisse zu zentralen Inhalten der katholischen Lehre und Disziplin, die beispielsweise Kandidaten für ein geistliches Amt ablegen müssen, um ihre Treue zum kirchlichen Glauben zu versprechen. Die Ausgestaltung änderte sich im Laufe der Zeit.

## Geschichtliche Entwicklung
Das Konzil von Trient förderte im Zuge der Gegenreformation die kirchliche Disziplin und legte fest, dass vor der Priesterweihe und vor Übertragung einer Pfarrstelle oder eines neuen geistlichen Amtes ein Glaubensbekenntnis und eine Verpflichtung zur Treue gegenüber dem kirchlichen Lehramt abgelegt werden musste, die sog. Professio fidei Tridentinae (eingeführt durch die Bulle Iniunctum nobis), welches das Nicäno-Konstantinopolitanum enthält, sowie einige katholische Lehren, die von der Reformation abgelehnt wurden. Im Laufe der Zeit wuchs der Inhalt dieser Versprechen beträchtlich an bis hin zum Antimodernisteneid (ab 1910), der die Ablehnung verschiedener philosophischer Strömungen beinhaltete. 1969 führte Paul VI. das Credo des Gottesvolkes (sollemnis professio fidei) ein.

## Gegenwärtige Lage
Die gegenwärtig gültigen Vorschriften zur professio fidei setzte Johannes Paul II. mit der Apostolischen Konstitution Ad tuendam fidem in Kraft. 833  CIC regelt, wer vor welcher Autorität zur Ablegung der Professio fidei verpflichtet ist, unter anderem Kandidaten für die Diakonweihe und Theologieprofessoren. Der vorgeschriebene Wortlaut umfasst das das Nicaeno-Konstantinopolitanische Glaubensbekenntnis und drei abgestufte Zusätze. Der erste Absatz bezieht sich auf die Glaubenswahrheiten, die vom Lehramt als von Gott geoffenbart zu glauben vorgelegt werden (de fide credenda), der zweite auf die Glaubens- oder Sittenlehren, die vom Lehramt als endgültig zu halten vorgelegt werden (de fide tenenda). Diese Wahrheiten können in einem definitorischen Akt vom Papst „ex cathedra“ oder von einem Ökumenischen Konzil feierlich definiert oder in einem nicht definitorischen Akt vom ordentlichen und allgemeinen Lehramt der in der Welt verstreuten und in Einheit mit dem Nachfolger Petri stehenden Bischöfe vorgelegt werden. Der dritte Absatz bezieht sich auf Lehren an, die der Papst oder das Bischofskollegium vorlegen, wenn sie ihr authentisches Lehramt ausüben, auch wenn sie nicht beabsichtigen, diese in einem endgültigen Akt zu verkünden; hier wird „religiöser Gehorsam des Willens und des Verstandes“ verlangt.
Nach 380  CIC müssen Kandidaten für die Bischofsweihe zusätzlich den Treueid ablegen. 1989 veröffentlichte die Kongregation für die Glaubenslehre ein Dokument, wonach die meisten, die die professio fidei ablegen, ebenfalls den Treueid abzulegen haben.

## Aktueller Wortlaut

### Professio fidei
Die Vollversammlung der Deutschen Bischofskonferenz hat am 14. März 2000 beschlossen, auf eine eigene Übersetzung von Professio fidei und Iusiurandum fidelitatis zu verzichten und künftig in den deutschen Diözesen die von Rom vorgegebenen Texte zu verwenden. Die im Folgenden abgedruckten deutschen Übersetzungen können somit in Deutschland künftig anstelle der lateinischen Texte verwendet werden.

„Ich, N.N., glaube fest und bekenne alles und jedes, was im Glaubensbekenntnis enthalten ist:
Ich glaube an den einen Gott, den Vater den Allmächtigen, der alles geschaffen hat, Himmel und Erde, die sichtbare und die unsichtbare Welt.
Und an den einen Herrn Jesus Christus, Gottes eingeborenen Sohn, aus dem Vater geboren vor aller Zeit:
Gott von Gott, Licht vom Licht, wahrer Gott vom wahren Gott, gezeugt, nicht geschaffen, eines Wesens mit dem Vater; durch ihn ist alles geschaffen.
Für uns Menschen und zu unserem Heil ist er vom Himmel gekommen, hat Fleisch angenommen durch den Heiligen Geist von der Jungfrau Maria und ist Mensch geworden.
Er wurde für uns gekreuzigt unter Pontius Pilatus, hat gelitten und ist begraben worden, ist am dritten Tage auferstanden nach der Schrift und aufgefahren in den Himmel.
Er sitzt zur Rechten des Vaters und wird wiederkommen in Herrlichkeit, zu richten die Lebenden und die Toten; seiner Herrschaft wird kein Ende sein.
Ich glaube an den Heiligen Geist, der Herr ist und lebendig macht, der aus dem Vater und dem Sohn hervorgeht, der mit dem Vater und dem Sohn angebetet und verherrlicht wird, der gesprochen hat durch die Propheten, und die eine, heilige, katholische und apostolische Kirche.
Ich bekenne die eine Taufe zur Vergebung der Sünden.
Ich erwarte die Auferstehung der Toten und das Leben der kommenden Welt. Amen.
Fest glaube ich auch alles, was im geschriebenen oder überlieferten Wort Gottes enthalten ist und von der Kirche als von Gott geoffenbart zu glauben vorgelegt wird, sei es durch feierliches Urteil, sei es durch das ordentliche und allgemeine Lehramt.
Mit Festigkeit erkenne ich auch an und halte an allem und jedem fest, was bezüglich der Lehre des Glaubens und der Sitten von der Kirche endgültig vorgelegt wird.
Außerdem hange ich mit religiösem Gehorsam des Willens und des Verstandes den Lehren an, die der Papst oder das Bischofskollegium vorlegen, wenn sie ihr authentisches Lehramt ausüben, auch wenn sie nicht beabsichtigen, diese in einem endgültigen Akt zu verkünden.“

### Treueid
Die in can. 833, nn. 5–8 CIC genannten Personen müssen darüber hinaus folgenden Treueid ablegen:

„Ich, N.N., verspreche bei der Übernahme des Amtes eines ..., dass ich in meinen Worten und in meinem Verhalten die Gemeinschaft mit der katholischen Kirche immer bewahren werde.
Mit großer Sorgfalt und Treue werde ich meine Pflichten gegenüber der Universalkirche wie auch gegenüber der Teilkirche erfüllen, in der ich berufen bin, meinen Dienst nach Maßgabe der rechtlichen Vorschriften zu verrichten.
Bei der Ausübung meines Amtes, das mir im Namen der Kirche übertragen worden ist, werde ich das Glaubensgut unversehrt bewahren und treu weitergeben und auslegen; deshalb werde ich alle Lehren meiden, die dem Glaubensgut widersprechen.
Ich werde die Disziplin der Gesamtkirche befolgen und fördern und alle kirchlichen Gesetze einhalten, vor allem jene, die im Codex des kanonischen Rechtes enthalten sind.
In christlichem Gehorsam werde ich dem Folge leisten, was die Bischöfe als authentische Künder und Lehrer des Glaubens vortragen oder als Leiter der Kirche festsetzen.
Ich werde den Diözesanbischöfen in Treue zur Seite stehen, um den apostolischen Dienst, der im Namen und im Auftrag der Kirche auszuüben ist, in Gemeinschaft mit eben dieser Kirche zu verrichten.
So wahr mir Gott helfe und diese heiligen Evangelien, die ich mit meinen Händen berühre.“

Für Ordensangehörige gilt eine leicht abgewandelte Fassung, die den Gehorsam gegenüber der Ordensleitung aufgreift.

## Primärquellen
- Kongregation für die Glaubenslehre: Professio fidei – Glaubensbekenntnis und Treueid. In: AAS 81 [1989] 104–106 (online).
- Johannes Paul II.: Ad tuendam fidem vom 18. Mai 1998. AAS 90 [1998] 457-461 (online).
- Kongregation für die Glaubenslehre: Lehrmäßiger Kommentar Inde ab ipsis zur Schlussformel der Profession fidei vom 29. Juni 1998, AAS 90 [1998] 544-551 (online).

## Sekundärliteratur
- Jan Vries: Professio fidei. In: Walter Kasper (Hrsg.): Lexikon für Theologie und Kirche. 3. Auflage. Band 8. Herder, Freiburg im Breisgau 1999, Sp. 614 f.